# Ion Belaustegui
Ion Belaustegui Ruano (* 19. März 1979 in San Sebastián, Spanien) ist ein spanischer Handballspieler. Er ist 1,95 m groß und wiegt 95 kg.
Belaustegui, der zuletzt für den spanischen Club SDC San Antonio (Rückennummer 9) spielte und für die spanische Nationalmannschaft (Rückennummer 8)  aufläuft, spielt am liebsten im linken Rückraum; in der Vergangenheit spielte er aber oft auch im rechten Rückraum, um mehr Einsätze zu bekommen.
Ion Belaustegui  bestritt seine ersten Ligaspiele in der spanischen Liga ASOBAL für den FC Barcelona. Mit den Katalanen gewann er in den Jahren 1997 und 1998 jeweils die spanische Meisterschaft, die Copa del Rey de Balonmano, den spanischen Supercup, die EHF Champions League und die Vereins-EM sowie 1999 die spanische Meisterschaft und die EHF Champions League, war aber die meiste Zeit über nur Reservespieler. 1999 ging er deshalb zu BM Valladolid, blieb dort aber erfolglos und wechselte 2001 zum Lokalrivalen Ademar León. 2003 ging er in die deutsche Handball-Bundesliga zum HSV Hamburg. Hier gewann er immerhin den DHB-Supercup, kehrte aber 2005 nach Spanien zurück und heuerte bei BM Ciudad Real an, wo er 2006 die Copa ASOBAL, die EHF Champions League und die Vereins-EM sowie 2007 die spanische Meisterschaft, die Copa ASOBAL und die Vereins-EM gewann. Bei Ciudad Real war er am Ende aber nur noch dritte Wahl, sodass er sich im Sommer 2007 zusammen mit seinem Mannschaftskameraden Julio Fis für ein Jahr an CB Ciudad de Logroño ausleihen ließ. In der Saison 2009/2010 spielte er bei SDC San Antonio.
Ion Belaustegui hat bisher über 60 Länderspiele für die spanische Nationalmannschaft bestritten. Er gewann die Silber bei der Handball-Europameisterschaft 2006. Bei der Handballweltmeisterschaft 2007 in Deutschland schied er mit Spanien im Viertelfinale gegen Deutschland aus und belegte am Ende einen enttäuschenden 7. Platz. Bei den Olympischen Spielen 2008 holte er sich die Bronzemedaille.
| Personendaten    | Personendaten              |
| ---------------- | -------------------------- |
| NAME             | Belaustegui, Ion           |
| ALTERNATIVNAMEN  | Belaustegui Ruano, Ion     |
| KURZBESCHREIBUNG | spanischer Handballspieler |
| GEBURTSDATUM     | 19. März 1979              |
| GEBURTSORT       | San Sebastián, Spanien     |